# Johnny Orlando
John Vincent Orlando (Mississauga, 24 de janeiro de 2003) é um cantor, compositor e ator canadense. Johnny chamou a atenção pela primeira vez nas redes sociais ao postar covers de canções pops de artistas como Austin Mahone, Taylor Swift, Rihanna, Justin Bieber e Shawn Mendes em seu canal no YouTube. Em 2019, Orlando foi indicado ao Prêmio Juno de Artista Revelação do Ano. Ele também ganhou o MTV Europe Music Award de Melhor Artista Canadense quatro vezes em 2019, 2020, 2021 e 2022.
O álbum de estreia de Orlando, All the Things That Could Go Wrong, foi lançado em 19 de agosto de 2022.

## Biografia
Johnny Orlando nasceu em Mississauga, Ontário, Canadá, em 24 de janeiro de 2003. Seu pai, Dale Vincent Orlando, é advogado e estadunidense  e sua mãe, Meredith Orlando, é dona de casa. Orlando tem três irmãs: sua irmã mais velha, Madison, tem um canal no YouTube no qual ocasionalmente publica sobre sua dieta e rotina de saúde, a segunda mais velha, Darian, ajuda Johnny a compor as músicas e a mais nova, Lauren Orlando é uma vlogger, youtuber, e uma aspirante a atriz.
Nascido em Mississauga, ele conquistou o grande público postando diversos covers nas redes sociais. Durante seu ensino médio, Johnny frequentou uma escola de Hóquei, chamada Everest Academy, na qual se destacou como jogador de hóquei. Aos 12 anos, Johnny mudou para Los Angeles com toda sua familia, se tornando oficialmente um cidadão norte-americano e em 2018 assinou um contrato de gravação com a divisão canadense da Universal Music Group, através do qual foi lançado o single What If (I Told You I Like You), que obteve uma aclamação positiva, para um total de 400.000 exemplares vendidos entre Canadá e México. O segundo EP, Teenage Fever, promovida por uma turnê com paradas na América do Norte, lhe rendeu uma indicação na categoria de Artista Revelação no Prêmio Juno, principal reconhecimento musical nacional. O terceiro EP, intitulado It's Never Really Over, foi apoiado por uma turnê virtual e conduzido pelo single Everybody Wants You, que se tornou a primeira entrada do artista no Canadian Hot 100. O sucesso do projeto foi suficiente para lhe render uma segunda indicação ao Prêmio Juno.

## Carreira
Sua irmã Darian criou um canal no YouTube para ele, "JohnnyOsings" em 5 de dezembro de 2011, e postou um cover dele cantando "Mistletoe", uma música do Justin Bieber. Inicialmente, eles esperavam no máximo 100 visualizações, mas para sua surpresa, o vídeo se tornou viral e obteve mais de 100.000 visualizações em um mês . Citando o sucesso inicial do primeiro vídeo, ele e sua irmã continuaram postando covers de artistas musicais famosos como Justin Bieber, Shawn Mendes, Taylor Swift, Austin Mahone e Selena Gomez em seu canal no YouTube enquanto Darian dirigia, filmava, produzia e editava tudo.

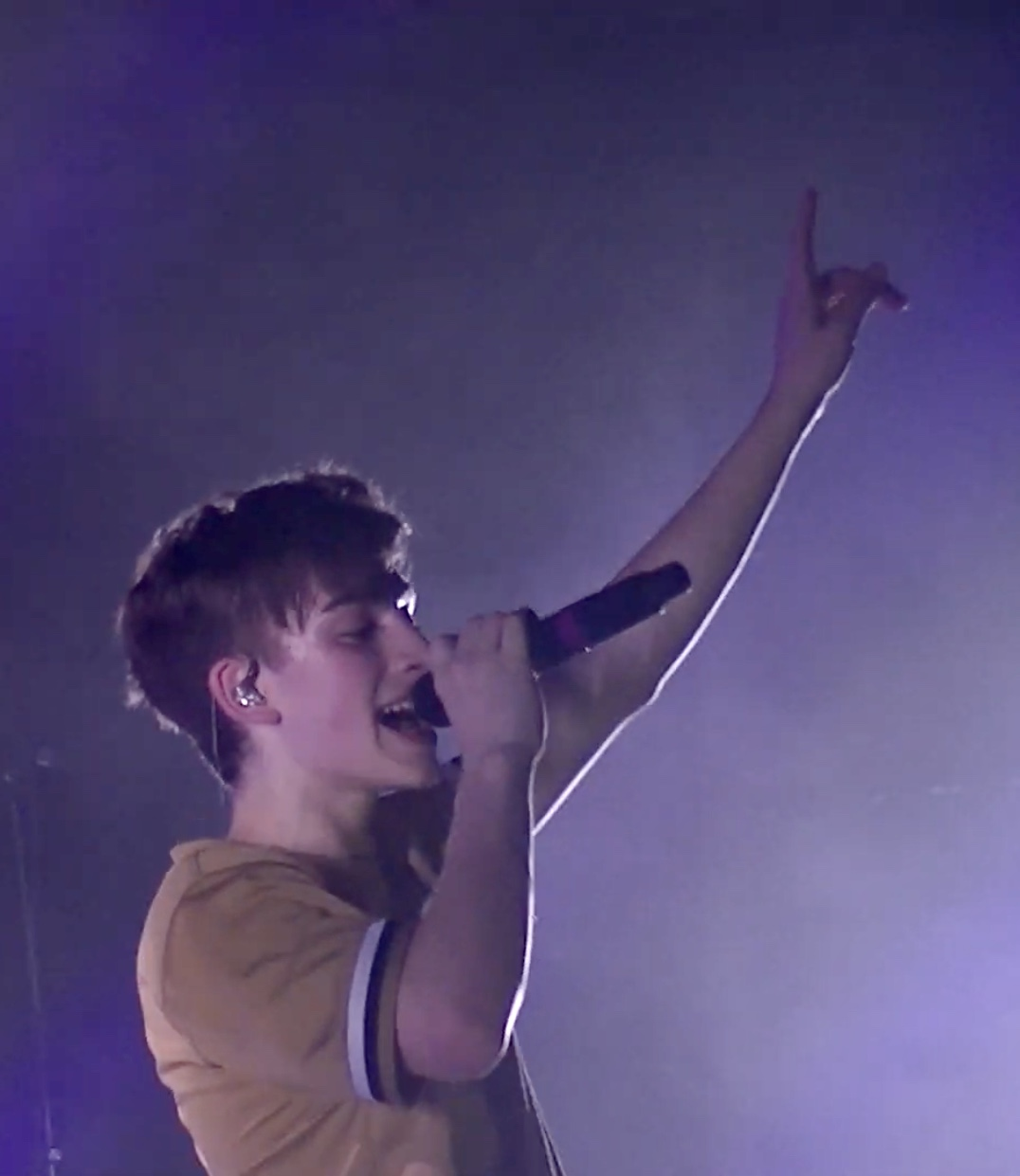
Johnny em um show na Alemanha, 2019.

Seu EP de estreia, VXIIXI foi lançado em 2015 quando ele tinha apenas 12 anos. Ele assinou com a Universal Music Canada em 18 de maio de 2018 , e lançou singles como "Day and Night" e "What If" (ambos com a participação de Mackenzie Ziegler), "Last Summer", "Waste My Time", "All These Parties", "Phobias", "See You"  e "Everybody Wants You" . Seu segundo EP, Teenage Fever, foi lançado em 15 de março de 2019. Orlando embarcou em sua segunda turnê norte-americana como atração principal em apoio ao EP, começando em 29 de abril de 2019, em Chicago e terminando em 22 de maio de 2019, em Vancouver . Foi apoiado por seus amigos próximos Hayden Summerall e Gus McMillan .
Foi anunciado que a MTV assinou um contrato com Orlando no final de julho de 2020. Em 23 de outubro de 2020, ele anunciou que seu terceiro EP, It's Never Really Over, foi lançado.
Em 2023, Johnny lançou seu albúm The Ride, no qual dividiu em 3 partes, Part 1 (com as músicas “July” e “Boyfriend”) lançado em julho , Part 2 (com as músicas “Man Like Me” e “Party For Two”) lançado em setembro  e a Part 3 (com as músicas “Close To You” e “Thinking Of Me”) lançado em dezembro . Nesse mesmo ano ele participou de uma gravação de estrelas do single "What I Wouldn't Do" de Serena Ryder, que foi lançado como um single de caridade para beneficiar uma campanha para a saúde mental dos jovens. No ano seguinte, em 2024, Johnny lançou a parte final do seu albúm The Ride, a Part 4 (com as músicas "Vegas" e "August"), lançado em fevereiro . Em abril, ele lançou seu single "Wait For You" e no mês seguinte lançou "UNTOUCHED", com a participação de Toby Gad . Em novembro de 2024 lançou a música "Temptation" e em março de 2025, o single "Famous" . 

## Vida pessoal
Orlando citou Justin Bieber e Shawn Mendes entre suas principais inspirações musicais . Ele também afirmou que admira Billie Eilish, bem como Drake, The Weeknd, Alessia Cara e outros músicos canadenses. Em entrevistas recentes , ele também compartilhou que seu pai tocava Pearl Jam e Otis Redding no carro, o que ajudou a cultivar suas habilidades de composição. 
Em uma entrevista para a Zach Sang Show, um canal de podcast em 2022, Johnny falando sobre suas crenças e religião, diz ja ter sido batizado e confirma "Tenho uma bíblia no meu quarto, só acho que gosto de algumas das lições que estão lá, como fazer com os outros, aquilo que gostaria que fizessem com você", e acrescentando "eu sou bastante neutro nisso, eu mesmo não pratico nada, mas creio que toda a ação, gera uma reação" .
Atualmente Johnny mora em Los Angeles e nas suas principais redes sociais, soma cerca de 25 milhões de seguidores ao todo. Ele também é descendente de italianos .

## Discografia

### Álbuns
- Teenage Fever (2019)
- It’s Never Really Over (2020)
- It's My Birthday (2021)
- All The Things That Could Go Wrong (2022)
- The Ride (2023)

### Singles
- "Let Go" (2016)
- "Day & Night" (part. Mackenzie Ziegler) (2016)
- "Missing You" (2016)
- "Thinking About You" (2017)
- "Everything" (2017)
- "The Most" (2017)
- "What If" (part. Mackenzie Ziegler) (2018)
- "Last Summer" (2018)
- "Sleep" (2019)
- "Piece of my Heart" (2019)
- "Deep Down" (2019)
- "Waste My Time" (2019)
- "All These Parties" (2019)
- "Mistletoe" (2019)
- "Phobias" (2020)
- "See You" (2020)
- "Everybody Wants You" (2020)
- "Adelaide" (2020)
- "Bad News" (2020)
- "Flaws" (2020)
- "Last Christmas" (2020)
- "I Don't" (part. DVBB S) (2021)
- "LOST" (part. Noah Urrea) (2021)
- "Daydream" (2021)
- "It's Alright" (2021) (trilha sonora da animação da netflix, My Little Pony: A New Generation)
- ''You're Just Drunk'' (2021)
- "How Can It Be Christmas" (2021)
- "Someone Will Love You Better" (2022)
- "Blur" (2022)
- "Leave the light on" (2022)
- "Coping (1621)" (2022)
- "All The Things That Could Go Wrong" (2022)
- "Terrible Person" (2022)
- "Fun Out of It" (part. BENEE) (2022)
- "If He Wanted to He Would" (2022)
- "Hollywood Sign" (2022)
- "When I'm Gone" (part. Ali Gatie) (2023)
- "Boyfriend" (2023)
- "July" (2023)
- "A Man Like Me" (2023)
- "Party for Two" (2023)
- ”Thinking of Me” (2023)
- ”Close to You” (2023)
- "Vegas" (2024)
- "August" (2024)
- "Wait For You" (2024)
- "UNTOUCHED" (part. Toby Gad) (2024)
- "Temptation" (2024)
- "Famous" (2025)

## Filmografia
| Ano       | Título                                 | Papel                                 | Notas/Ref.            |
| --------- | -------------------------------------- | ------------------------------------- | --------------------- |
| 2015–2016 | Super Why!                             | Whyatt Beanstalk/Super Why            | voz                   |
| 2015–2018 | Wishenpoof!                            | Oliver                                | voz                   |
| 2017      | Bunyan e Babe                          | Travis Barclay                        | voz                   |
| 2018      | Pinóquio                               | Pinóquio                              | voz, versão em inglês |
| 2018–2020 | Total Eclipse                          | Sam                                   | websérie              |
| 2020      | The Substitute                         | Ele mesmo (como professor substituto) |                       |
| 2020      | All That                               | Ele mesmo (artista convidado)         |                       |
| 2020      | Group Chat                             | Ele mesmo                             | reality show          |
| 2020      | For the Record: The Broken Hearts Tour | Ele mesmo                             |                       |
| 2021      | Nickelodeon's Unfiltered               | Ele mesmo                             |                       |

## Prêmios e indicações
| Ano  | Prêmio                          | Categoria                  | Indicação      | Resultado | Ref.   |
| ---- | ------------------------------- | -------------------------- | -------------- | --------- | ------ |
| 2016 | Prémios Teen Choice             | Web Star da Música         | Johnny Orlando | Indicado  |        |
| 2017 | Nickelodeon Kids' Choice Awards | Artista musical favorito   | Johnny Orlando | Indicado  |        |
| 2018 | Nickelodeon Kids' Choice Awards | Youtuber musical favorito  | Johnny Orlando | Indicado  |        |
| 2019 | Juno Awards                     | Artista Revelação do Ano   | Johnny Orlando | Indicado  |        |
| 2019 | MTV Europe Music Awards         | Melhor Artista Canadense   | Johnny Orlando | Venceu    |        |
| 2019 | Prémios Teen Choice             | Álbum Pop do Ano           | Johnny Orlando | Indicado  |        |
| 2020 | Nickelodeon Kids' Choice Awards | Estrela favorita da música | Johnny Orlando | Indicado  |        |
| 2020 | MTV Europe Music Awards         | Melhor Artista Canadense   | Johnny Orlando | Venceu    | [ 34 ] |
| 2021 | MTV Europe Music Awards         | Melhor Artista Canadense   | Johnny Orlando | Venceu    | [ 35 ] |
| 2021 | Juno Awards                     | Álbum Pop do Ano           | Johnny Orlando | Indicado  |        |
| 2022 | Nickelodeon Kids' Choice Awards | Estrela favorita da música | Johnny Orlando | Indicado  |        |
| 2022 | MTV Europe Music Awards         | Melhor Artista Canadense   | Johnny Orlando | Venceu    | [ 36 ] |